# Yaïr Lapid
Pour les articles homonymes, voir Lapid.
Yaïr Lapid (en hébreu : יאיר לפיד), né le 5 novembre 1963 à Tel-Aviv, est un homme d'État, journaliste, acteur, romancier et poète israélien. Il est Premier ministre d'Israël du 1er juillet au 29 décembre 2022.
Fils de l'homme politique centriste Tomy Lapid, il se lance lui-même en politique en 2012, après une carrière dans les médias. Il fonde le mouvement centriste laïc Yesh Atid, qui arrive en deuxième position aux élections législatives de 2013, lui permettant d'intégrer le gouvernement Netanyahou III comme ministre des Finances.
En 2014, il quitte le gouvernement et devient dans les années suivantes l'un des principaux opposants à Benyamin Netanyahou. Il s'efface lors des trois scrutins législatifs de 2019-2020 derrière Benny Gantz au sein de la coalition de centre droit Bleu et blanc, qui rejoint finalement un gouvernement d'union nationale dirigé par Netanyahou, au grand dam de Lapid, qui s'en désolidarise.
Après un nouvel échec de Netanyahou à former un gouvernement après les élections législatives de 2021, le président Reuven Rivlin charge Yaïr Lapid, arrivé deuxième, de trouver une majorité. Ses négociations débouchent sur un gouvernement hétéroclite de huit partis dirigé tout d'abord par Naftali Bennett. Lapid y est Premier ministre alternant et ministre des Affaires étrangères et devient Premier ministre le 1er juillet 2022, à la suite de la démission de Bennett. Il quitte son poste le 29 décembre suivant, à la suite de sa défaite aux élections anticipées de 2022.

## Biographie

### Famille et vie privée
Yaïr Lapid est le fils de l'homme politique libéral centriste Tomy Lapid (ancien vice-Premier ministre d'Israël et président de Yad Vashem) et de la romancière Shulamit Lapid.
Au milieu des années 1980, Lapid épouse Tamar Friedman avec laquelle il a un fils, Yoav, né en 1987. Ils ont ensuite divorcé et il déménage à Los Angeles, où il travaille dans l'industrie de la télévision. Il retourne ensuite en Israël, où il reprend sa carrière de journaliste. Il est actuellement marié à la journaliste Lihi Lapid et vit dans le quartier de Ramat Aviv Gimel à Tel-Aviv. Lui et sa femme ont deux enfants. Il fréquente les Daniels Centers for Progressive Judaism, une synagogue du judaïsme réformé de Tel-Aviv.

### Carrière journalistique

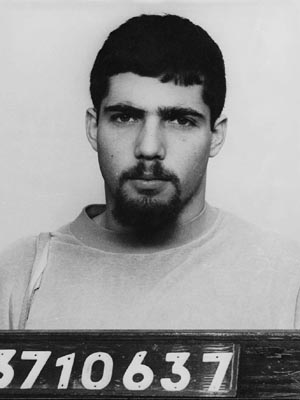
Yaïr Lapid journaliste au début des années 1980.

Il commence sa carrière de journaliste comme correspondant militaire pour Ba-Mahane, l'hebdomadaire de l'armée israélienne. Il écrit aussi dans Ma'ariv (fondé par un groupe de journalistes, parmi lesquels son grand-père maternel, David Guiladi (he)), jusqu'en 1988 pour rejoindre l'édition de Tel-Aviv du Yediot Aharonot. À partir de 1991, il écrit un éditorial hebdomadaire dans l'édition du week-end de Ma'ariv, puis du Yediot Aharonot.
En 1994, il devient journaliste à la télévision sur la chaîne Aroutz 1. En 1999, il rejoint la chaîne Aroutz 2 où il présente un talk-show appelé Yaïr Lapid. En 2008, il présente Ulpan Shishi (he), un programme d'information hebdomadaire très populaire d'Aroutz 2.
Auteur de 11 livres (9 romans policiers et 2 livres pour enfants), il écrit le scénario d'une série diffusée, en 2004, sur Aroutz 2.

### Allié puis opposant de Netanyahou
En janvier 2012, Lapid annonce quitter le journalisme et commencer une carrière politique. Le 30 avril 2012, Lapid annonce la création d'un nouveau parti, Yesh Atid, classé au centre de l'échiquier politique,. Lapid réalise une bonne campagne dans les médias et se place comme le défenseur de l'Israélien des classes moyennes qui travaille, défend la patrie et paye ses impôts par opposition au Likoud de Netanyahou qui représente les intérêts des idéologues des colonies, des religieux et des militants d'extrême droite. Il met en avant la nécessité du dialogue politique, en contraste avec la stratégie plus radicale de Netanyahou. Son parti termine en deuxième position lors des élections législatives israéliennes de 2013, derrière le Likoud.

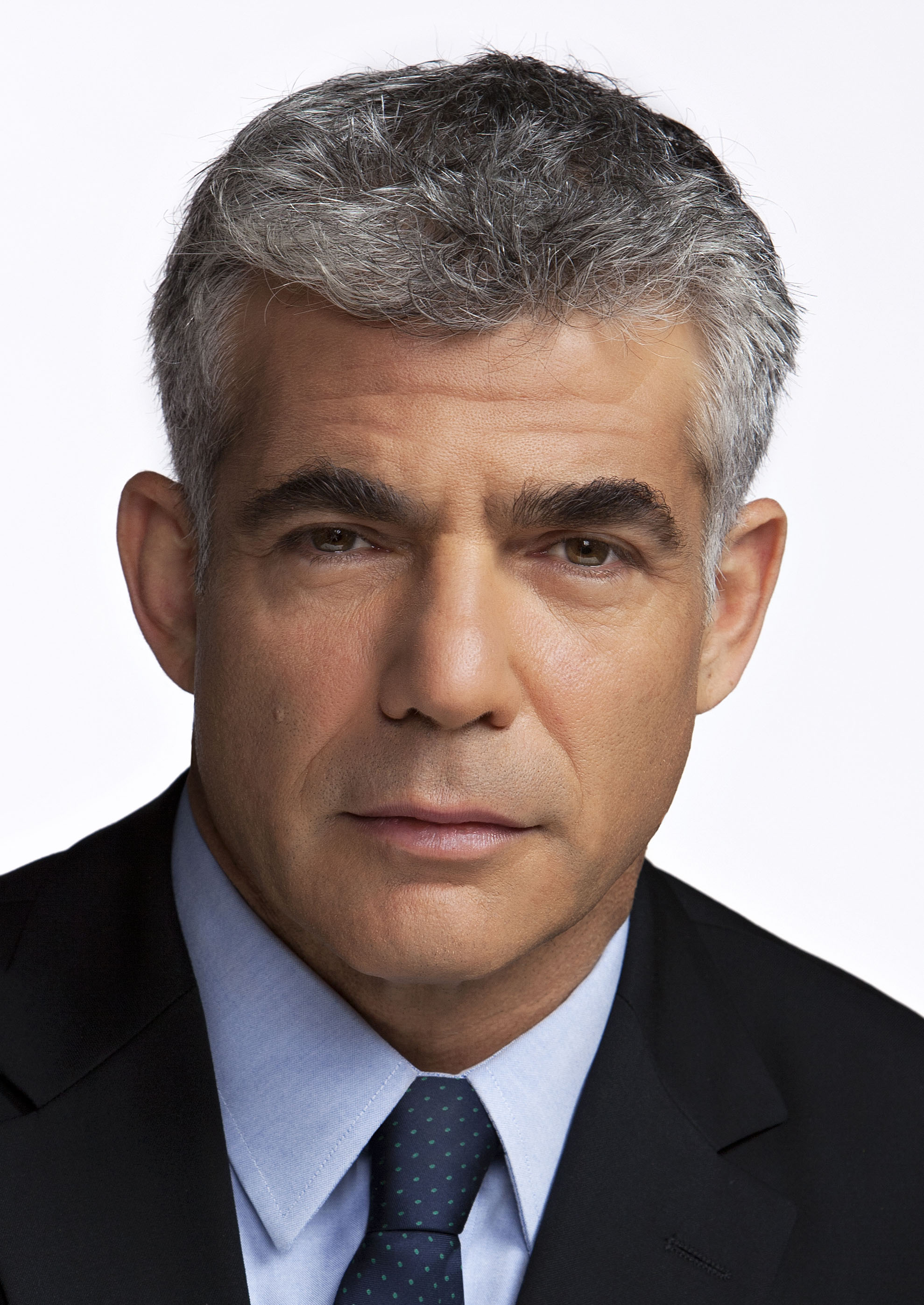
Yair Lapid en 2013.

Le Likoud est chargé par le président Shimon Peres de former un gouvernement. Les négociations avec Yesh Atid sont difficiles et Lapid demande, pour participer au gouvernement, que le nombre de ministres soit réduit de 28 à 18 ce qui provoque des difficultés avec les ministres précédents qui perdraient leur ministère. Lapid refuse aussi que la coalition gouvernementale comprenne des membres des partis haredim, préférant la présence du Foyer juif, le parti de Naftali Bennett. Le Likoud lui propose le poste de ministre des Finances même si Lapid préférerait celui de ministre des Affaires étrangères. Il accepte malgré tout le poste de ministre des Finances, qu'il occupe dans le gouvernement Netanyahou III à partir du 18 mars 2013.
En août 2013, il déclare que « la solution de deux États est la seule » entre Israël et la Palestine. Il exprime par ailleurs un premier désaccord avec le gouvernement en critiquant l'annonce d'un appel d'offres pour de nouvelles constructions de colonies. Il se déclare partisan d'une reprise des négociations avec les Palestiniens mais, comme Nétanyahou, il est hostile au droit au retour des réfugiés palestiniens, ainsi qu'à la restitution de Jérusalem-Est, annexée en 1980. « Nous ne voulons pas d'un mariage heureux avec les Palestiniens, a-t-il résumé, mais d'un accord de divorce avec lequel nous puissions vivre. »
Le 2 décembre 2014, le Premier ministre renvoie Yaïr Lapid de son gouvernement après qu'il s'est opposé à plusieurs reprises à la politique menée par la coalition gouvernementale. De plus, la baisse de sa cote de popularité a joué en sa défaveur étant donné qu'elle affaiblit son poids politique et ses chances de succès lors des élections suivantes. Son parti arrive quatrième, à 9 % des suffrages exprimés, aux élections législatives de 2015.
Aux élections d'avril 2019, septembre 2019 puis de mars 2020, il fonde la coalition Bleu et blanc avec le parti Hosen L'Yisrael de l'ancien chef d'État-Major Benny Gantz, comptant sur le prestige de ce dernier pour chasser du pouvoir Netanyahou, accusé de corruption. Aucun des trois scrutins ne permet la formation d'un gouvernement, le Likoud et Bleu et Blanc étant systématiquement au coude-à-coude, avec des alliés également dispersés.
Le 26 mars 2020, à la surprise générale, Gantz, après trois campagnes où il se pose en alternative au Premier ministre, accepte de négocier la formation d'un gouvernement d'union nationale dirigé par Netanyahou, qui lui laisserait la place à mi-mandat. Cela créé une crise au sein de Bleu et Blanc, que Yesh Atid et le troisième parti membre, Telem (en), quittent dans les jours suivants. Le gouvernement Netanyahou V, qui voit le jour en mai, explose dès la fin de l'année, entraînant de nouvelles élections.

### Premier ministre alternant et ministre des Affaires étrangères
Après les élections de mars 2021, où son parti Yesh Atid arrive en deuxième position, et à la suite de l'échec de Benyamin Netanyahou à former un gouvernement dans les quatre semaines qui lui étaient imparties, Yaïr Lapid est chargé le 5 mai 2021 par le président Reuven Rivlin de former le gouvernement dans un nouveau délai de quatre semaines.

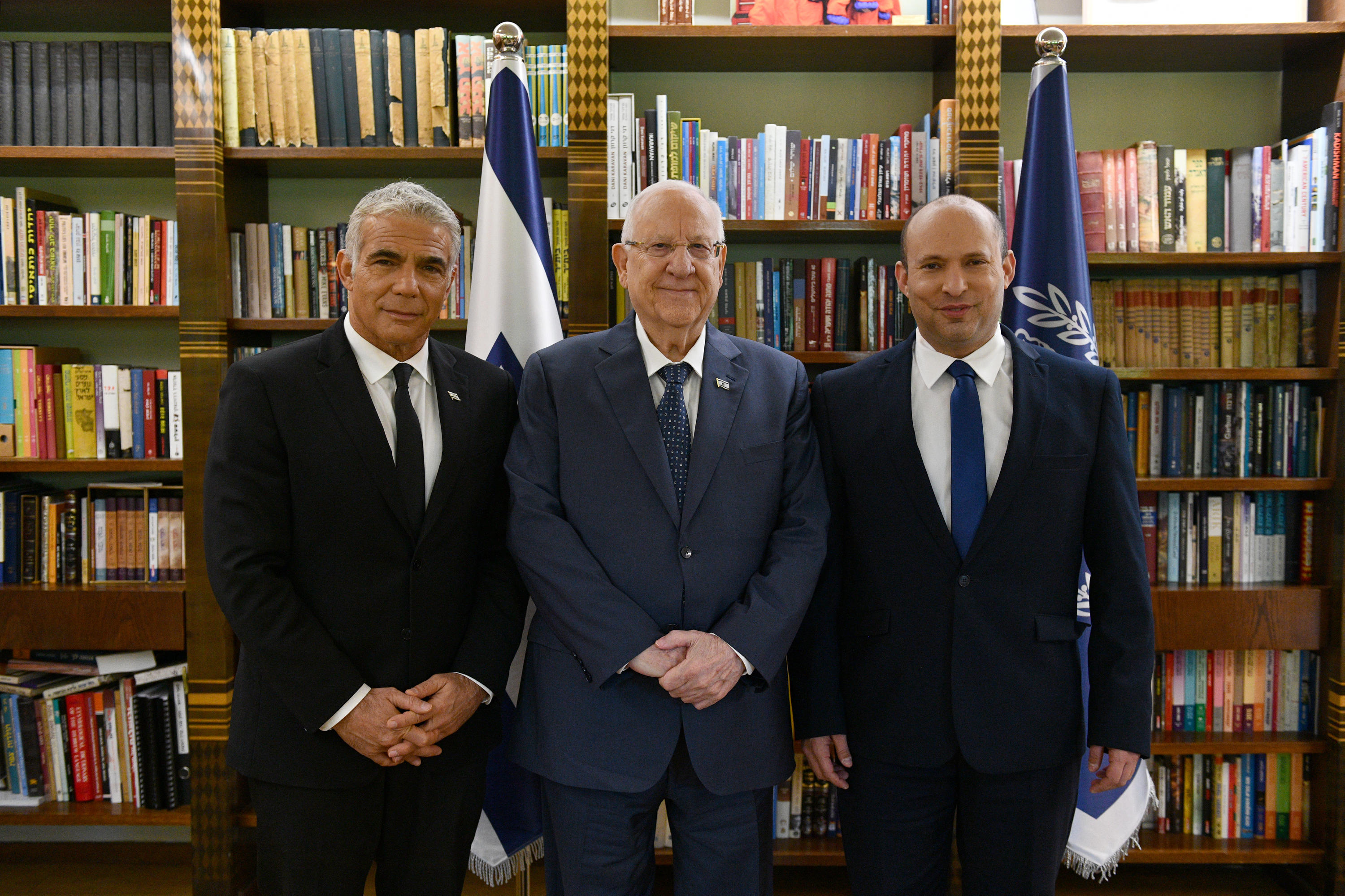
Yaïr Lapid avec le président Reuven Rivlin et Naftali Bennett en juin 2021.

Le 30 mai, Naftali Bennett annonce soutenir les efforts pour former un gouvernement qu'il dirigera avec Lapid. Celui-ci reçoit également le soutien des partis Nouvel Espoir et Israel Beytenou, du Parti travailliste israélien et du Meretz, ainsi que de Bleu et blanc. Pour obtenir la majorité des députés, le gouvernement doit encore avoir le soutien de députés arabes israéliens. Le 3 juin, après un accord avec la Liste arabe unie, Lapid annonce avoir réussi à former une coalition. Il dispose d'une semaine pour former un gouvernement. Bennett doit être Premier ministre durant les deux premières années, avant que Lapid, qui sera entretemps Premier ministre alternant et ministre des Affaires étrangères, ne lui succède jusqu'au terme de la législature en 2025. Le gouvernement Bennett-Lapid est approuvé par un vote de la Knesset, à une voix près (60 contre 59), le 13 juin.
À partir de juin 2022, des divergences apparaissent au sein de la coalition.

### Premier ministre

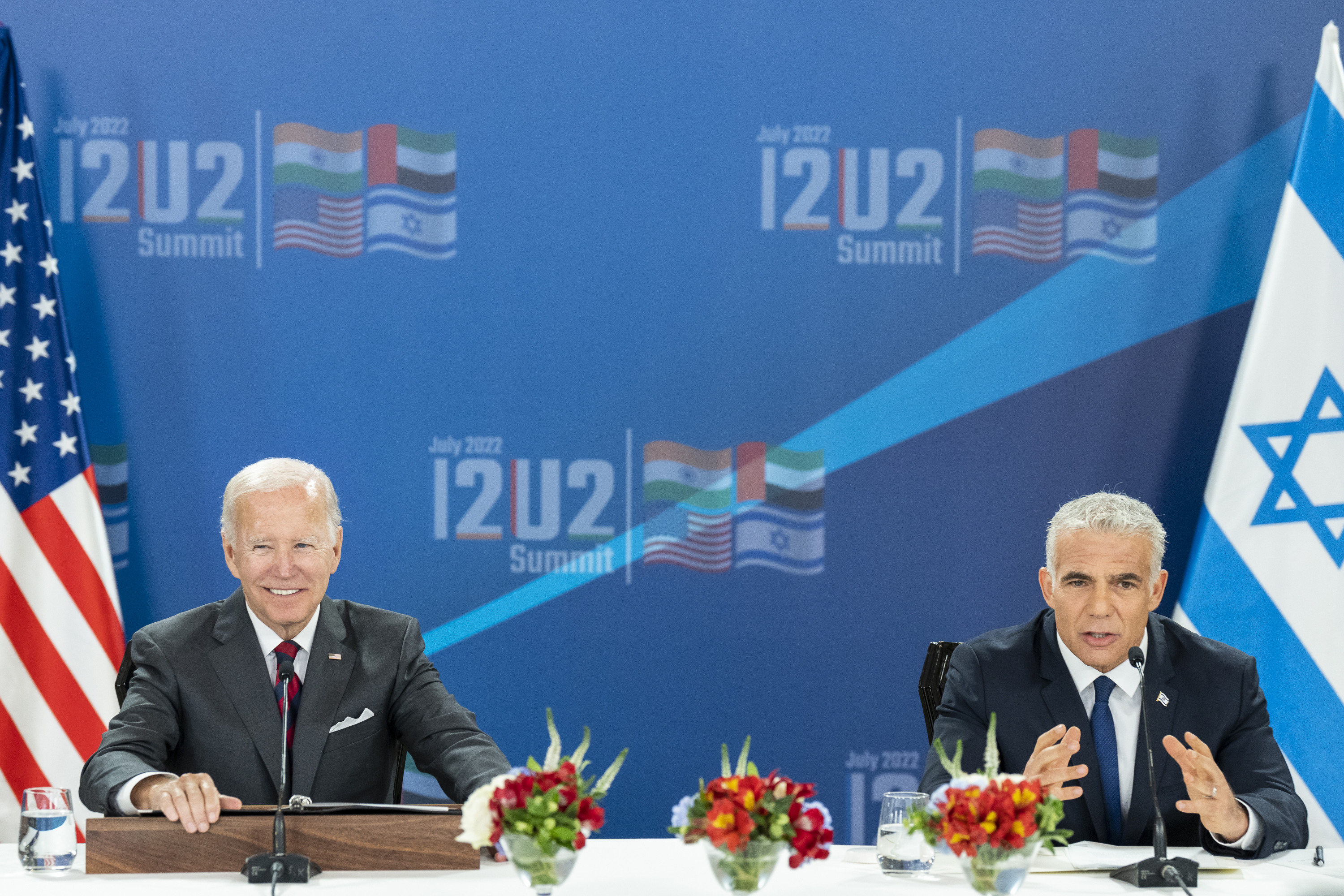
Yaïr Lapid lors d'une conférence avec le président américain Joe Biden aux Émirats arabes unis, 14 juillet 2022.

Le 20 juin, Bennett et Lapid annoncent la dissolution prochaine de la Knesset et la convocation d'élections législatives. Celle-ci est effective le 30 juin et Yaïr Lapid devient Premier ministre en titre le lendemain 1er juillet. Il devient alors le premier chef du gouvernement israélien à prendre ses fonctions après la dissolution de la Knesset.
En août 2022, il déclenche une série de bombardements sur la bande de Gaza, tuant des dizaines de personnes. Les attaques sont présentées comme « préventives » après l'arrestation en Cisjordanie occupée d'un dirigeant du Jihad islamique palestinien. Les Palestiniens ripostent en tirant des roquettes en direction d’Israël, sans faire de dégâts, ces roquettes étant pour la plupart interceptées par le système « Dôme de fer ». Parallèlement, Israël accélère la colonisation de territoires palestiniens. 
Le 1er novembre 2022, son parti Yesh Atid et ses alliés perdent la majorité parlementaire à la suite des élections, alors que le Likoud et ses alliés d'extrême droite remportent une majorité de 64 sièges à la Knesset, permettant ainsi le retour de Netanyahou au poste de Premier ministre. Netanyahou est officiellement désigné pour former un gouvernement par le président Isaac Herzog le 13 novembre 2022, et le nouveau gouvernement est investi par la Knesset le 29 décembre suivant, mettant un terme au mandat de Lapid,,. Il s'agit alors du plus court passage à la tête du gouvernement de l'histoire du pays.

### Chef de l'opposition
À la suite des élections législatives de 2022, Yesh Atid est le principal parti de l'opposition et Lapid devient donc le chef de l'opposition.
Le 28 mars 2024, Yesh Atid tient sa première élection interne pour désigner son dirigeant. Yaïr Lapid, président sortant, affronte Ram Ben-Barak (en), membre de la Knesset. Yaïr Lapid conserve son poste avec 308 voix contre 279 pour Ben-Barak. Sur les 720 membres appelés à élire un président, 587 se prononcent. Le faible écart entre Yaïr et son adversaire est considéré comme une surprise d'autant plus que Ben-Barak affirme ne pas avoir de différence de programme avec Yapid mais met surtout en avant une méthode plus collaborative de travail.
Il se déclare en faveur de la guerre contre l'Iran en 2025.